# SV Paul Keres
SV Paul Keres – holenderski klub szachowy z siedzibą w Utrechcie.

## Historia
Klub powstał w 1968 roku pod nazwą Utstud jako stowarzyszenie studenckie. W 1975 (bądź 1976) roku zrezygnowano z charakteru studenckiego klubu i nadano mu patronat Paula Keresa. Na przełomie lat 70. i 80. klub występował w Eerste klasse, z której spadł z 1985 roku. W 1986 roku zespół powrócił do drugiej ligi, z której ponownie spadł dwa lata później. W sezonie 1989/1990 nastąpił spadek do Derde klasse (czwarty poziom). W 1992 roku zespół uzyskał awans do Tweede klasse, a w roku 1994 – do Eerste klasse, w której grał przez rok, po czym spadł. W 1998 roku SV Paul Keres awansował do drugiej ligi.
W 2022 roku zespół awansował do Meesterklasse. W tym samym roku klub zadebiutował w Pucharze Europy. Holenderski zespół wygrał wówczas z Etelä-Vantaan Shakki, KSH Drejtësia, Amevo Apeldoorn i Sharks 4NCL, a przegrał z SC Viernheim, Beer Sheva Chess Club i Ajka BSK, zajmując w klasyfikacji końcowej 32. miejsce. W inauguracyjnym sezonie w najwyższej holenderskiej klasie rozgrywkowej SV Paul Keres uzyskał piątą pozycję. W Pucharze Europy klub wystawił dwie drużyny, z czego pierwsza zajęła 39. miejsce, a druga – 66. W sezonie 2023/2024 zespół ponownie był piąty w lidze. Pierwsza drużyna SV Paul Keres uzyskała następnie w Pucharze Europy 48. pozycję, a druga – 72. W 2025 roku trzeci raz z rzędu klub zajął piąte miejsce w Meesterklasse.